# Olympische Sommerspiele 1924/Rudern – Einer
Der Ruder-Einer der Männer bei den Olympischen Sommerspielen 1924 wurde vom 14. bis 17. Juli auf der Seine ausgetragen.

## Ergebnisse

### Viertelfinale

#### Viertelfinale 1
| Rang | Athlet                     | Nation     | Zeit       | Anmerkung |
| ---- | -------------------------- | ---------- | ---------- | --------- |
| 1    | Arthur Bull                | Australien | 7:19,0 min | Q         |
| 2    | Marc Detton                | Frankreich | 7:19,2 min | H         |
| 3    | Andrzej Osiecimski-Czapski | Polen      | unbekannt  |           |

#### Viertelfinale 2
| Rang | Athlet            | Nation      | Zeit       | Anmerkung |
| ---- | ----------------- | ----------- | ---------- | --------- |
| 1    | Josef Schneider   | Schweiz     | 7:15,6 min | Q         |
| 2    | Constant Pieterse | Niederlande | 7:17,8 min | H         |
| 3    | Arthur Belyea     | Kanada      | unbekannt  |           |

#### Viertelfinale 3
| Rang | Athlet          | Nation             | Zeit       | Anmerkung |
| ---- | --------------- | ------------------ | ---------- | --------- |
| 1    | William Gilmore | Vereinigte Staaten | 7:03,2 min | Q         |
| 2    | Jack Beresford  | Großbritannien     | 7:07,4 min | H         |

### Hoffnungslauf
| Rang | Athlet            | Nation         | Zeit       | Anmerkung |
| ---- | ----------------- | -------------- | ---------- | --------- |
| 1    | Jack Beresford    | Großbritannien | 8:00,4 min | Q         |
| 2    | Constant Pieterse | Niederlande    | 8:09,4 min |           |
| 3    | Marc Detton       | Frankreich     | DNF        |           |

### Finale
| Rang | Athlet          | Nation             | Zeit       |
| ---- | --------------- | ------------------ | ---------- |
| 1    | Jack Beresford  | Großbritannien     | 7:49,2 min |
| 2    | William Gilmore | Vereinigte Staaten | 7:54,0 min |
| 3    | Josef Schneider | Schweiz            | 8:01,1 min |
| 4    | Arthur Bull     | Australien         | DNF        |